# برج عمر ادریس
برج عمر ادریس (به عربی: برج عمر إدریس) یک شهرداری در الجزایر است که در ناحیه ان امیناس واقع شده‌است. برج عمر ادریس ۸۲٬۲۸۰ کیلومتر مربع مساحت و ۵٬۷۳۶ نفر جمعیت دارد.